# Аветик Геворгян
Аветик (Аврора, Авет) Ашоти Геворгян (5 декември 1940 г., Ереван, Арменска ССР, СССР – 22 април 1984 г., Ереван, Арменска ССР, СССР), арменски актьор.
Баща на заслужилия артист на Република Армениия Арамо, брат на филмовата актриса, заслужил артист на АССР Лаура Геворгян.

## Биография
Аветик Геворгян е роден в Ереван. През 1957 г. завършва гимназия № 19 на името на Крупская в Ереван, а след това и факултета по технология на обувките в Техническия колеж за лека промишленост в Ереван. От 1960 г. работи в обувната фабрика „Наири“, където е дизайнер, а от 1971 г. едновременно работи и във филмовото студио „Хайфилм“ и участва във филми. Той е режисьор на много арменски филми.
През 1980 г. се разболява от тежко заболяване. Умира в Ереван през 1984 г.

## Филмография
- Мъже, Арам (1971)
- Сънародници, Завен (1974)
- Когато дойде септември, Степан (1974)
- Звездата на надеждата, Джфар (1978)
- Легендата за клоуна, Симон (1979)